# Communauté de communes Artois Flandres
Die Communauté de communes Artois Flandres war ein französischer Gemeindeverband mit der Rechtsform einer Communauté de communes im Département Pas-de-Calais in der Region Hauts-de-France. Sie wurde am 28. Dezember 2000 gegründet und umfasste 14 Gemeinden. Der Verwaltungssitz befand sich im Ort Isbergues.

## Historische Entwicklung
Am 1. Januar 2017 wurde der Gemeindeverband mit
- Communauté d’agglomération de Béthune Bruay Noeux et Environs und
- Communauté de communes Artois-Lys

zur neuen Communauté d’agglomération de Béthune-Bruay, Artois-Lys Romane zusammengeschlossen.

## Ehemalige Mitgliedsgemeinden
1. Blessy
2. Estrée-Blanche
3. Guarbecque
4. Isbergues
5. Lambres
6. Liettres
7. Ligny-lès-Aire
8. Linghem
9. Mazinghem
10. Quernes
11. Rely
12. Rombly
13. Saint-Hilaire-Cottes
14. Witternesse